# Satoshi Oishi
Satoshi Oishi (Shizuoka, 26 juni 1972) is een voormalig Japans voetballer.

## Carrière
Satoshi Oishi speelde tussen 1995 en 1996 voor Kashiwa Reysol.